# Ardingly College

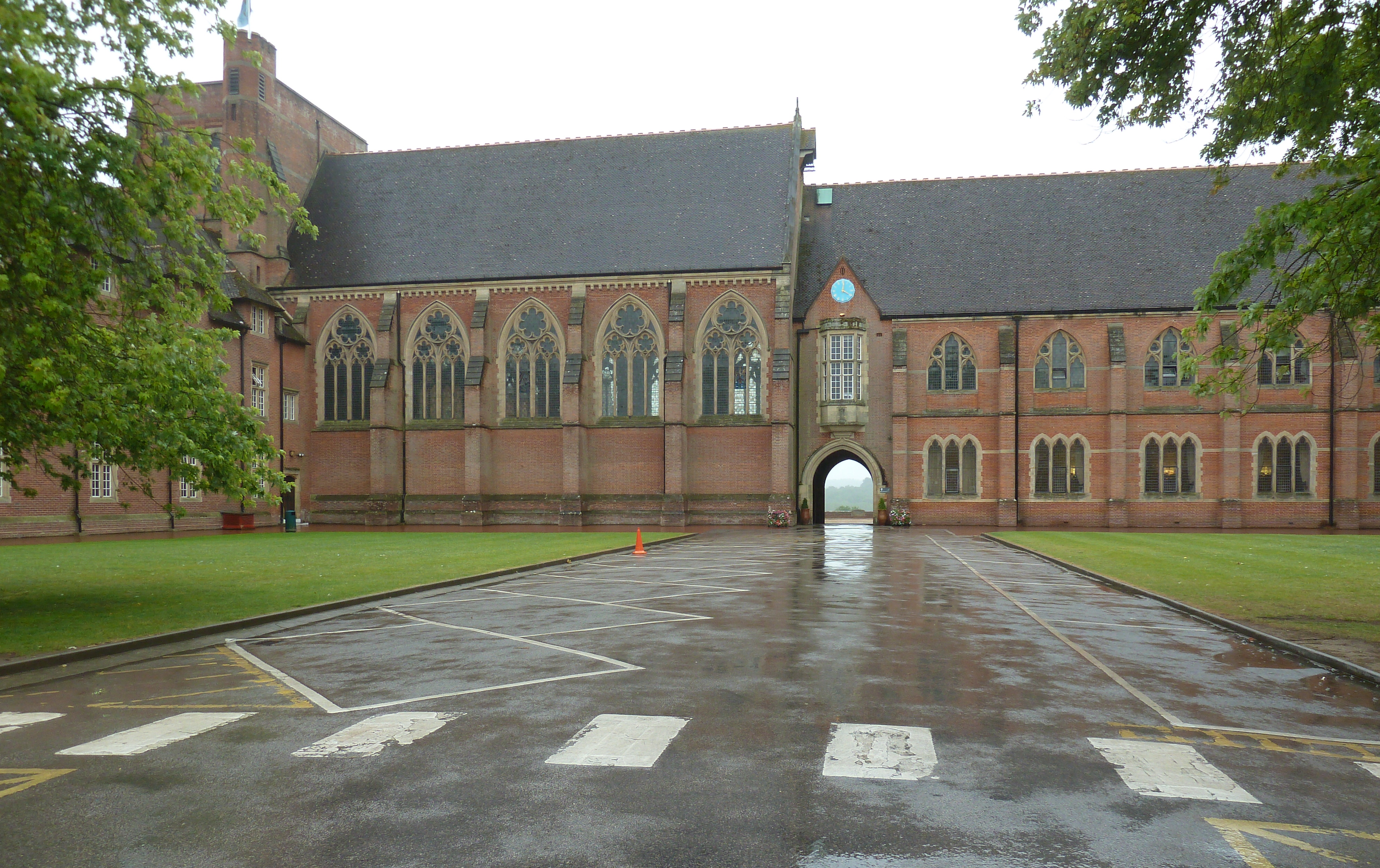
Ardingly College

Ardingly College ist eine Privatschule in Ardingly, England. Die Schule wurde 1858 von Nathaniel Woodard gegründet.

## Bekannte Absolventen
- Ian Hislop, Komödiant
- Max Chilton, Formel-1-Rennfahrer
- Mike Hawthorn, Formel-1-Weltmeister (1958)
- Terry-Thomas, Schauspieler
- Neil Gaiman, Autor
- Charles Cruft, Gründer der Crufts-Hundeschau
- Charles Bryant, Schauspieler
- Alan Howard, Schauspieler
- Sydney Allard,  Gründer der Allard-Motor-Company
- Sir Robin McLaren, Diplomat
- Mark Letheren, Schauspieler
- Ed Sanders, Schauspieler
- John Paul Wild, Astronom
- Frank Cowell, Professor für Ökonomie
- Harold Frederick Comber, Botaniker